# دولت‌آباد (همدان)
دولت‌آباد (همدان)، روستایی از توابع بخش شرا شهرستان همدان در استان همدان ایران است.

## جمعیت
این روستا در دهستان شوردشت قرار دارد و براساس سرشماری مرکز آمار ایران در سال ۱۳۹۵، جمعیت آن ۵۸ نفر (۱۷خانوار) بوده‌است.